# Tadeusz Łomnicki
Tadeusz Łomnicki (18 de julio de 1927 - 22 de febrero de 1992) fue un actor polaco, uno de los artistas teatrales y cinematográficos más notables de su época en Polonia. Es recordado principalmente por sus papeles en comedias y dramas, así como por el papel de Kordian en la obra del mismo título de Juliusz Słowacki. También fue un profesor destacado y rector de la Escuela Estatal de Teatro de Varsovia. 

## Biografía
Nacido el 18 de julio de 1927 en Podhajce, cerca de Lwów (actual Leópolis, Ucrania), en una familia de un empleado de correos y un profesor. Después de graduarse en una escuela profesional en Dębica se mudó a Cracovia, donde comenzó a trabajar como ferroviario y a estudiar violín. Allí pasó la Segunda Guerra Mundial y luchó contra los alemanes en las filas de las filas grises. En 1945 aprobó sus exámenes en una escuela de actores organizada por el Stary Teatr, uno de los teatros polacos más prestigiosos de la época. Después de su debut teatral en un papel episódico en Stary Teatr, apareció brevemente en el Teatro Słowacki de Cracovia y en el Teatro Municipal de Katowice. Por su papel de Puck en El sueño de una noche de verano de William Shakespeare recibió un premio del Festival Shakespeare de Varsovia.
 

Finalmente en 1949 se trasladó a Varsovia, donde pasó a formar parte del Teatr Współczesny, uno de los mejores escenarios polacos de la época, dirigido por el reconocido director Erwin Axer. Por esa época también debutó como dramaturgo, con dos de sus obras representadas en Kielce y Cracovia. También participó en el Teatro Nacional en el papel de Kordian en la obra homónima de Juliusz Słowacki, que le valió mucha popularidad y fama. También fue admitido en la Academia Nacional de Teatro (Akademia Teatralna) de Varsovia y se graduó en la División de Directores en 1956. En 1955 interpretó su primer papel importante en una película: Pokolenie, de Andrzej Wajda. Esta película, sin duda la primera gran producción de Wajda, dio lugar a una popularidad cada vez mayor de Łomnicki, que empezó a ser considerado como uno de los actores más notables de la llamada Escuela de Cine Polaca. Los años siguientes también apareció en la mayoría de las películas importantes proyectadas por miembros del movimiento de la Escuela de Cine Polaca, entre ellas en Innocent Sorcerers (1960) de Wajda, Heroism de Andrzej Munk (1958) y Depot of the Dead de Czesław Petelski. En 1969 apareció en sus películas más famosas, Coronel Wolodyjowski y El diluvio de Jerzy Hoffman, siendo esta última nominada al Oscar a la mejor película extranjera en 1974. También ganó el premio al Mejor Actor en el VI Festival Internacional de Cine de Moscú. 

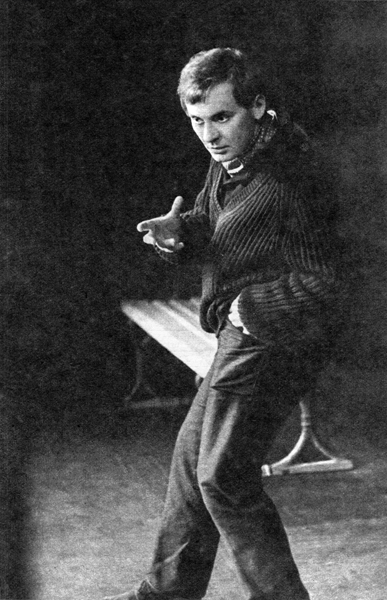
Tadeusz Łomnicki en 1966

Continuó actuando en el Teatr Współczesny hasta 1974, y ganó mucha fama por sus papeles principales en Ifigenia en París, La resistible ascensión de Arturo Ui de Bertolt Brecht, La anualidad de Aleksander Fredro, el papel de Edgar en la película de Friedrich Dürrenmatt Play Strindberg y el papel de Nikita en El poder de las tinieblas de Lev Tolstoi. Entre 1970 y 1981 fue también rector de su alma mater en Varsovia. Durante su trabajo allí modificó el estudio del actor introduciendo nuevas conferencias, en su mayoría diseñadas para adaptarse al nuevo papel de los actores en la televisión y el cine. Por esa época también se convirtió en el fundador y primer director de su propio teatro, el Teatr na Woli, con sede en Varsovia. Allí apareció en varias obras de teatro, incluidos los papeles de Goya en The Sleep of Reason de Antonio Buero Vallejo, el papel principal en Fantazy de Słowacki y el papel de Salieri en Amadeus de Peter Shaffer. También apareció en numerosas películas, entre ellas El azar de Krzysztof Kieślowski, The Contract de Krzysztof Zanussi y El hombre de mármol de Andrzej Wajda.
Sin embargo, con el tiempo la popularidad de Łomnicki empezó a desvanecerse. Esto se debió en parte a su participación en el Partido Obrero Unificado Polaco, del que era miembro activo. Aunque tras la imposición de la Ley marcial en Polonia en 1981 renunció a todos sus cargos y a su membresía en el partido, su reputación nunca se recuperó. Además, durante la década de 1980 sufrió graves problemas de salud y sólo apareció en papeles episódicos en casi todos los teatros de Varsovia. Finalmente le ofrecieron el papel principal en El rey Lear de Shakespeare. El que consideraba su papel más importante fue muy esperado por la crítica. La noche inaugural estaba prevista para el 29 de febrero de 1992. Sin embargo, una semana antes, el 22 de febrero, Łomnicki murió repentinamente de un infarto durante uno de los últimos ensayos generales en el escenario del Teatr Nowy de Poznań. Sus últimas palabras fueron el verso del Rey Lear: Entonces hay vida en ello. No, si lo consigues, lo conseguirás corriendo. Sa, sa, sa, sa.